# Astrochalcis
Genre
Astrochalcis est un genre d'ophiures (échinodermes) de la famille des Gorgonocephalidae.

## Liste des espèces
Selon World Register of Marine Species (18 janvier 2016) :
- Astrochalcis lymani (nomen dubium)
- Astrochalcis micropus Mortensen, 1912 -- Philippines
- Astrochalcis tuberculosus Koehler, 1905 -- Région indonésienne